# 尼祖·哥洛夫
尼祖·侯活·哥洛夫（英語：Nigel Howard Clough，1966年3月19日—）生於英格蘭東北部泰恩-威爾郡的桑德兰，是一名前足球運動員，初時主要司職前鋒，其後擔任中場，於1990年代初曾14次代表英格蘭國家隊上陣，退役後擔任領隊，曾任教保頓艾爾賓、錫菲聯和打比郡。現時任教英乙球會曼斯菲尔德城。

## 生平
哥洛夫出身及成名於諾定咸森林，大部分時間在父親白賴仁·哥洛夫麾下出戰，於兩度效力期間合共上陣超過400場及射入131球，是球會歷來的次席射手。他亦曾效力利物浦、曼城及錫周三，直到1998年32歲之齡轉投位處英格蘭足球南部聯賽超級組的保頓艾爾賓，擔任球員兼領隊，成功將球隊從英格蘭足球聯賽系統第七級帶到接近升班英格蘭足球聯賽的英乙的邊緣，才於2008/09年球季半途離隊，追隨父親的腳步出任打比郡的領隊。於2013年季初因成績不振而被辭退。2013年10月23日獲英甲球會錫菲聯邀請接替大衛·華亞出任領隊。2015年5月25日，雖然帶領錫菲聯闖進英格蘭聯賽盃準決賽，但聯賽僅取得第五位，更於附加賽準決賽負於，球隊將連續5年留守第三級聯賽，哥洛夫隨即被革退，而其麾下的教練團隊亦一併離隊。2015年12月7日，哥洛夫獲舊東主保頓艾爾賓招手，接替轉投昆士柏流浪的哈索賓基再執教鞭。

## 榮譽

### 球員
諾定咸森林
- 英格蘭聯賽盃
  - 冠軍：1988/89年、1989/90年；
  - 亞軍：1991/92年；
- 英格蘭足總盃
  - 亞軍：1990/91年；
- 英格蘭足總會員盃
  - 冠軍：1989年、1992年；

### 領隊
保頓艾爾賓
- 英格蘭北部超級聯賽超級組
  - 冠軍：2001/02年；
- 英格蘭足球議會全國聯賽
  - 冠軍：2008/09年[6]；

## 外部連結
- 足球数据库：尼祖·哥洛夫的球员统计数据
- 足球資料庫：尼祖·哥洛夫的領隊統計數據
- 利物浦官網簡歷